# فیلیپ دوست-بلازی
فیلیپ دوست-بلازی (Philippe Douste-Blazy) (زادهٔ ۱ ژانویه ۱۹۵۳) وزیر امور خارجهٔ فرانسه در دولت دومینیک دو ویلپن بود.
وی پزشک قلب از اهالی شهر لوردس (Lourdes) و از سیاست‌مداران حزب اتحاد برای جنبش مردمی است.
وی پیش از این شهردار لور و شهردار تولوز بوده است.